# Rödtjärnen (Anundsjö socken, Ångermanland, 706792-161568)
Rödtjärnen är en sjö i Örnsköldsviks kommun i Ångermanland och ingår i Moälvens huvudavrinningsområde. Sjön har en area på 0,0332 kvadratkilometer och ligger 364,4 meter över havet. Sjön avvattnas av vattendraget Rödtjärnsbäcken.

## Delavrinningsområde
Rödtjärnen ingår i det delavrinningsområde (706860-161545) som SMHI kallar för Utloppet av Rödtjärnen. Medelhöjden är 402 meter över havet och ytan är 1,36 kvadratkilometer. Det finns inga avrinningsområden uppströms utan avrinningsområdet är högsta punkten. Rödtjärnsbäcken som avvattnar avrinningsområdet har biflödesordning 3, vilket innebär att vattnet flödar genom totalt 3 vattendrag innan det når havet efter 69 kilometer. Avrinningsområdet består mestadels av skog (88 procent) och sankmarker (13 procent).